# Fantastic'Arts 1994
La première édition du festival Fantastic'Arts s'est déroulée du 1er février au 6 février 1994 à Gérardmer. Cette première édition attira environ 20 000 spectateurs.

## Jury

### Jury longs métrages
Président du jury : Walter Hill
- Elizabeth Bourgine
- Dario Argento
- Robert Enrico
- David Giler
- Terry Gilliam
- Victor Lanoux
- Henri Salvador
- Jerry Schatzberg

### Jury courts métrages
Président du jury : Philippe de Broca
- Mylène Demongeot
- Laetitia Scherrer
- Maxime Leroux
- Marc Simenon

### Jury inédit vidéo
Président du jury : Claude Chabrol
- Nicoletta
- Jean-Claude Dauphin
- Laurent Malet
- Sébastien Roch

### Jury clip vidéo
Président du jury : Laurent Boyer
- Jil Caplan
- Charlotte Valandrey
- Boris Bergman
- Fabrice Coat
- Philippe Gautier
- Michael Gentile

### Jury bandes dessinées
Président du jury : Moebius
- Mimie Mathy
- Nicole Lambert
- Marc Caro
- Tom Novembre

### Jury littérature fantastique
- Régine Deforges
- Françoise Xenakis
- Pascal Bruckner
- François Nourissier
- Jean-Jacques Pauvert
- Didier Van Vauwelaert
- Andrzej Julawski

## Sélection

### Longs métrages

#### Longs métrages en compétition
- L'Attaque de la femme de 50 pieds (Attack of the 50 foot woman) de Christopher Guest ( États-Unis)
- Le Bazaar de l'épouvante (Needful things) de Fraser Clarke Heston ( États-Unis)
- Jiang-Hu (Jiang Hu, Between Love and Glory/The bride with white hair) de Ronny Yu ( Hong Kong)
- Cronos de Guillermo del Toro ( Mexique)
- L'Écureuil rouge (La Ardilla Roja) de Julio Medem ( Espagne)
- Ghost in the machine - Le tueur du futur de Rachel Talalay ( États-Unis)
- Halbe Welt de Florian Flicker ( Autriche)
- Jack Be Nimble de Garth Maxwell ( Nouvelle-Zélande)
- Max, le meilleur ami de l'homme (Man's best Friend) de John Lafia ( États-Unis)
- Necronomicon de Brian Yuzna, Christophe Gans et Shūsuke Kaneko ( France,  États-Unis)
- Ticks de Tony Randel ( États-Unis)

#### Peurs Bleues "Prix du public"
- Jason va en enfer (Jason Goes to Hell: The Final Friday) de Adam Marcus ( États-Unis)
- Phantasm III: Le Seigneur de la Mort (Phantasm III: Lord of the Dead) de Don Coscarelli ( États-Unis)
- Le Retour des morts-vivants 3 (Return of the living dead 3) de Brian Yuzna ( États-Unis,  Japon)
- Trauma de Dario Argento ( Italie,  États-Unis)

#### Films hors compétition
- Demolition Man de Marco Brambilla ( États-Unis)
- Desperate Remedies de Stewart Main et Peter Wells ( Nouvelle-Zélande)
- Les secrètes aventures de Tom Pouce (The secret adventures of Tom Thumb) de Dave Borthwick ( Royaume-Uni)
- Quand Harriet découpe Charlie ! (So I married an axe murderer) de Thomas Schlamme ( États-Unis)
- La dernière licorne (The last unicorn) de Arthur Rankin Jr. et Jules Bass ( États-Unis)

##### Hommage à Dario Argento
- Phenomena
- Suspiria
- Trauma
- Inferno

##### Hommage à Terry Gilliam
- Les aventures du baron de Munchausen (The Adventures of Baron Munchausen)
- Brazil
- The Fisher King : Le Roi Pêcheur (The Fisher King)

##### Rétrospective Frankenstein
- Frankenstein créa la femme (Frankenstein created women) de Terence Fisher ( Royaume-Uni)
- Le Retour de Frankenstein (Frankenstein must be destroyed) de Terence Fisher ( Royaume-Uni)
- La Promise (The Bride) de Franc Roddam ( Royaume-Uni,  États-Unis)
- Frankenstein Junior (Young Frankenstein) de Mel Brooks ( États-Unis)

### Courts métrages en compétition
- Au nom d’un chien de Laurent Malet ( France)
- Deus ex machina de Vincent Mayrand ( France)
- Fée de Jean-Louis Gonnet ( France)
- Le jour de leur rencontre, il faisait nuit de Patrick Rufo ( France)
- Le ruban de möbius de Laurence Maynard ( France)
- Les ailes de l’ombre de Philippe Robert, Jean-Claude Thibaut ( France)
- M. Foudamour : la lune promise de Kram et Plof ( France)
- Over game de Jean-Marc Simonnet ( France)
- Paranoïa de Frédéric Forestier, Stéphane Gateau ( France)
- Vibroboy de Jan Kounen ( France)

### Inédits vidéos en compétition
- 12-01 Prisonnier du Temps (12:01) de Jack Sholder ( États-Unis)
- Warlock II : The Armageddon (Warlock : The Armageddon) de Anthony Hickox ( États-Unis)
- Fire in the sky de Robert Lieberman ( États-Unis)
- Les Tommyknockers (The Tommyknockers) de John Power ( États-Unis,  Nouvelle-Zélande)
- Face à l'enfer (Hellbound) de Aaron Norris ( États-Unis)

### Bandes dessinées en compétition

#### Jeunes auteurs
- Gipsy de Thierry Smolderen et Enrico Marini
- Gadel le fou de Marc N'Guessan
- Vortex de Stan et Vince
- La nef des fous de Turf

#### Auteurs confirmés
- Les joueurs de convoi de Philippe Gauckler et Thierry Smolderen
- Le Processus de Marc-Antoine Mathieu
- Pur-Sang de Rodolphe et Michel Durand
- L'histoire du corbac aux baskets de Fred

## Palmarès
| Prix                                            | Attribué à                                                        | Pays          |
| ----------------------------------------------- | ----------------------------------------------------------------- | ------------- |
| Grand prix du festival                          | Jiang-Hu (Jiang Hu, Between Love and Glory) de Ronny Yu           | Hong Kong     |
| Prix du jury                                    | L'Écureuil rouge (La Ardilla Roja) de Julio Medem                 | Espagne       |
| Prix spécial "Fantastica"                       | Max, le meilleur ami de l'homme (Man's best Friend) de John Lafia | États-Unis    |
| Mention spéciale                                | Halbe welt de Florian Flicker                                     | Autriche      |
| Prix de la critique                             | L'Écureuil rouge (La Ardilla Roja) de Julio Medem                 | Espagne       |
| Prix du public                                  | Le Retour des morts-vivants 3 de Brian Yuzna                      | États-Unis    |
| Grand prix du court métrage                     | M. Foudamour, la lune promise de Kram et Plof                     | France        |
| Mention spéciale court métrage                  | Deus Ex Machina de Vincent Mayrand                                | France        |
| Grand Prix Vidéo Fantastica                     | 12-01 Prisonnier du Temps (12:01) de Jack Sholder                 | ( États-Unis) |
| Gand prix du vidéo clip fantastique             | Ex æquo : Steam de Peter Gabriel et Savoure le Rouge d'Indochine  |               |
| Prix du meilleur ouvrage BD (jeunes auteurs)    | Série Vortex de Stan et Vince                                     |               |
| Prix du meilleur ouvrage BD (auteurs confirmés) | L'Histoire du corbac aux baskets de Fred                          |               |